# Liste von Persönlichkeiten der Stadt Irkutsk
Die Liste von Persönlichkeiten der Stadt Irkutsk enthält die in der russischen Stadt Irkutsk geborene und verstorbene Persönlichkeiten sowie solche, die in Irkutsk gewirkt haben, dabei jedoch andernorts geboren wurden. Die Liste erhebt keinen Anspruch auf Vollständigkeit.

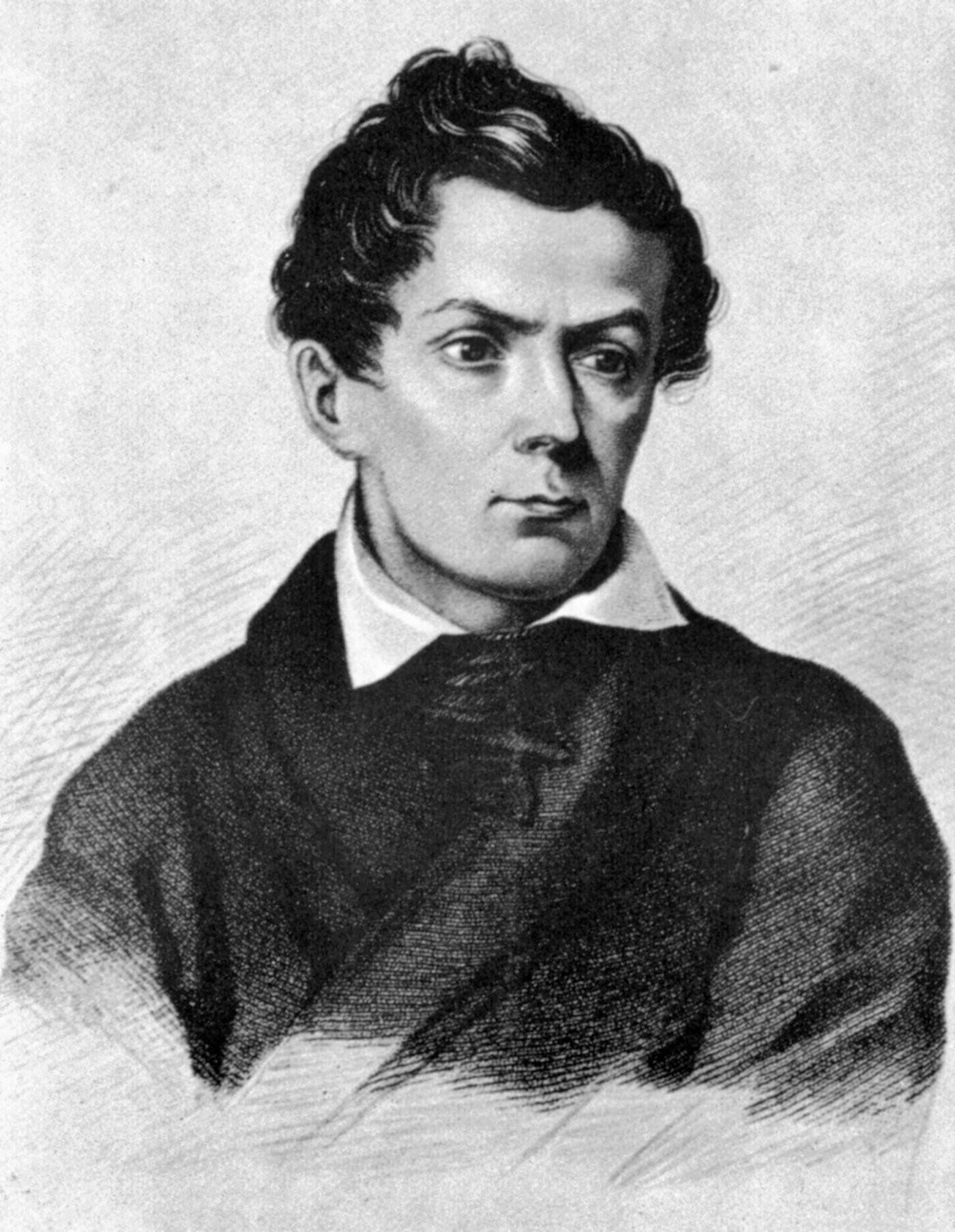
Nikolai Polewoi
(1796–1846)

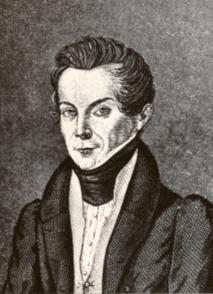
Xenophon Polewoi
(1801–1867)

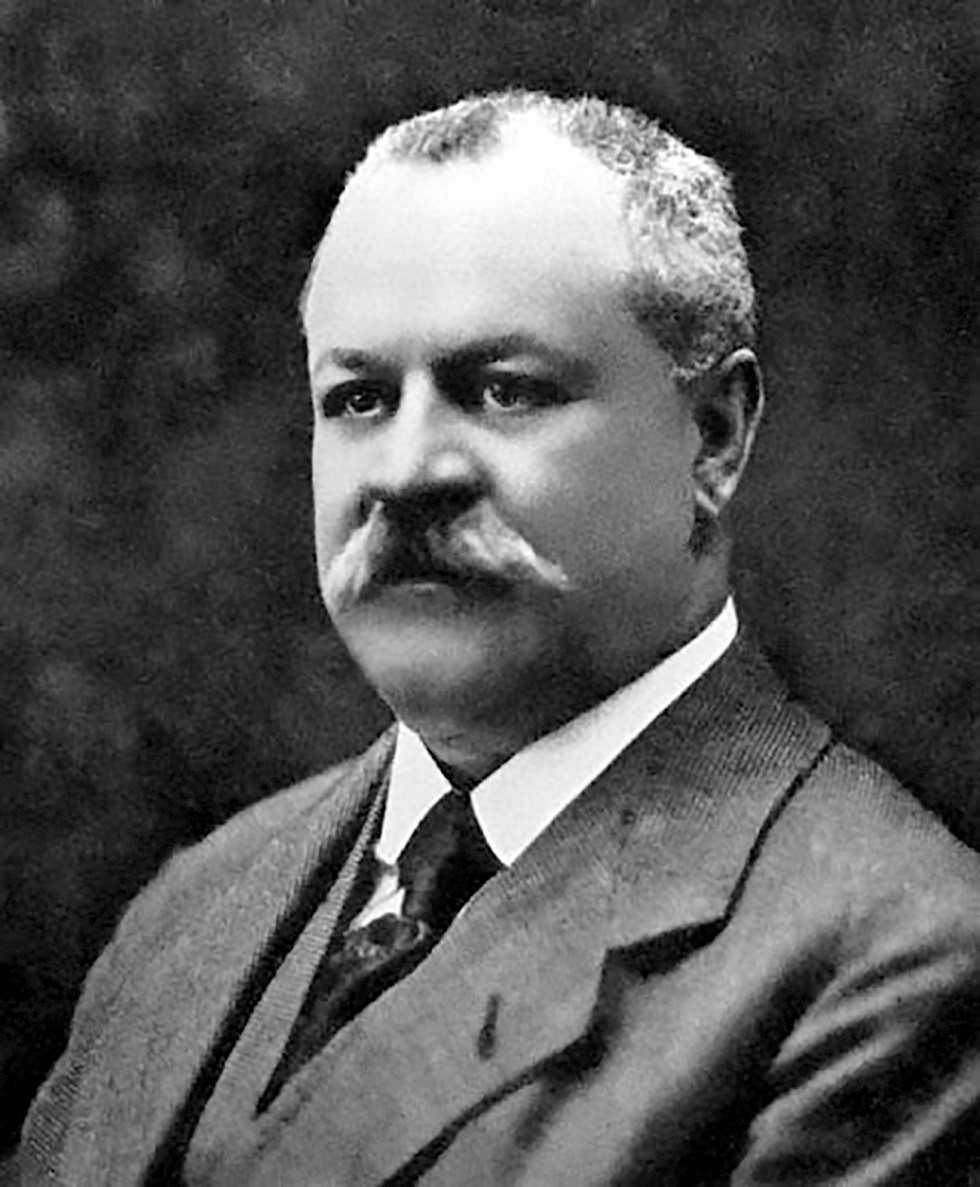
Nikolai Wtorow
(1866–1918)

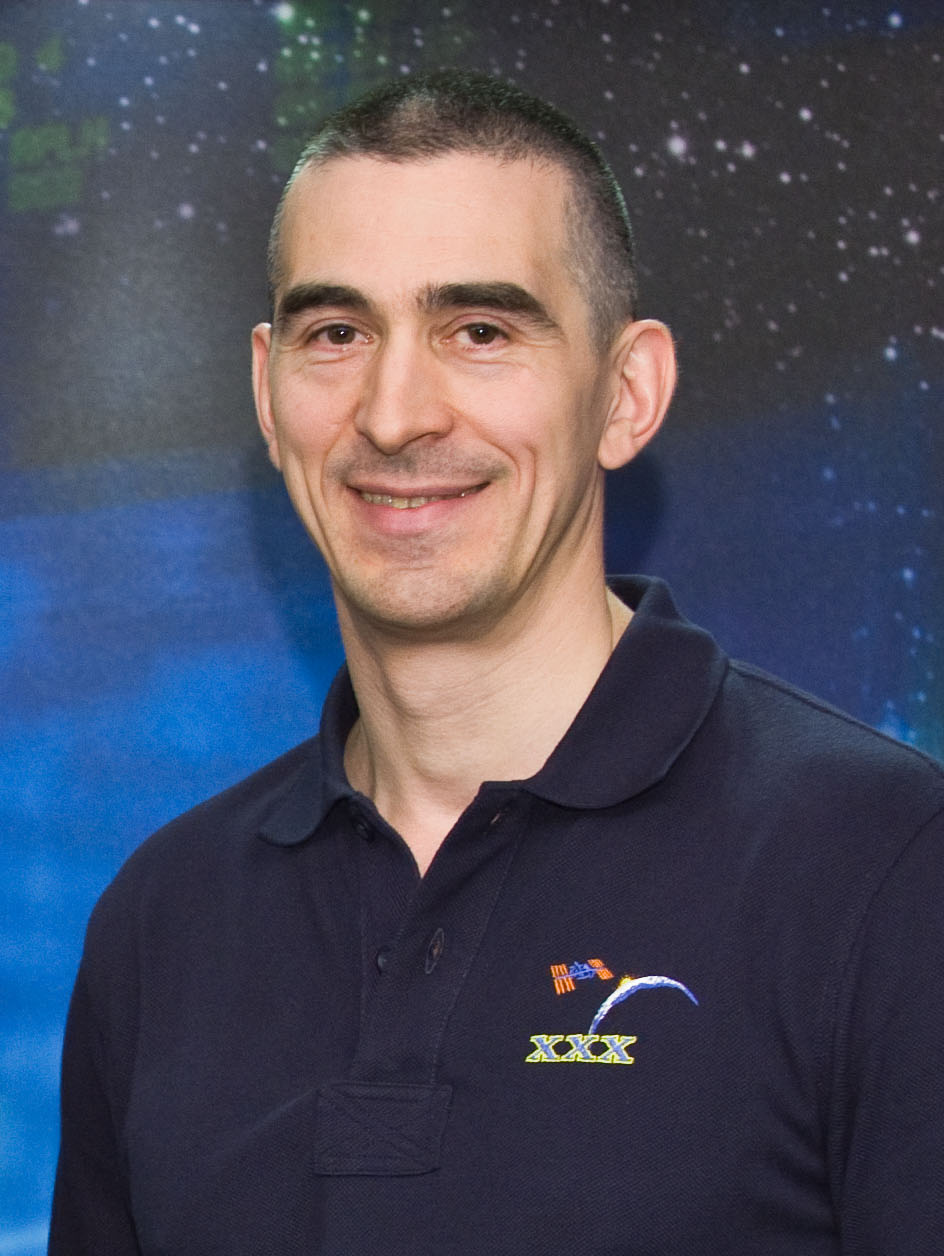
Anatoli Iwanischin
(* 1969)

Denis Mazujew
(* 1975)

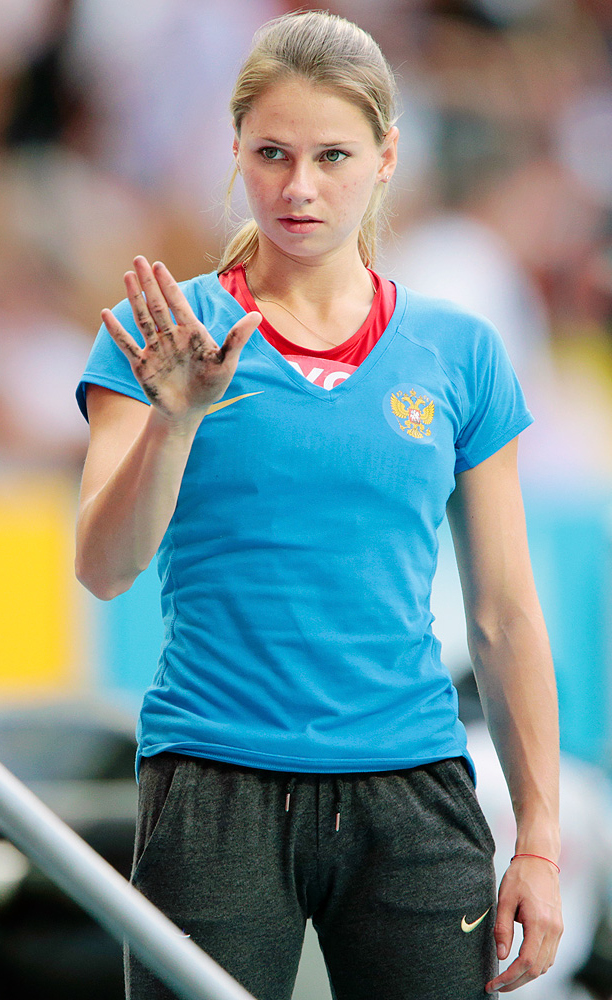
Angelina Schuk-Krasnowa
(* 1991)

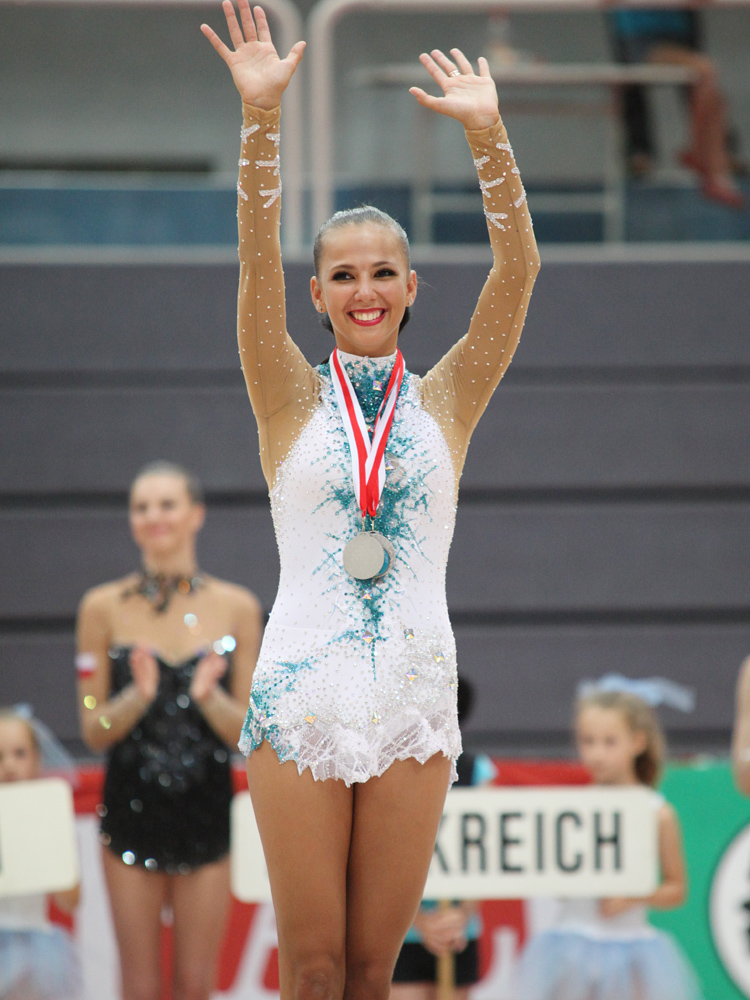
Darja Dmitrijewa
(* 1993)

## Söhne und Töchter der Stadt Irkutsk
Folgende Persönlichkeiten sind in Irkutsk geboren. Die Auflistung erfolgt chronologisch nach Geburtsjahr.

### 18. Jahrhundert
- Anton Lossew (1765–1829), Geodät, Architekt und Kartograf
- Nikolai Polewoi (1796–1846), Journalist, Literat, Übersetzer und Historiker

### 19. Jahrhundert
- Xenophon Polewoi (1801–1867), Journalist, Schriftsteller, Übersetzer und Literaturkritiker
- Wladimir Kornilow (1806–1854), Vizeadmiral
- Iwan Medwednikow (1807–1889), Unternehmer und Mäzen
- Alexandra Medwednikowa (1814–1899), Mäzenin
- Alexei Fedtschenko (1844–1873), Naturwissenschaftler und Forschungsreisender
- Egmond von Lilienfeld (1845–1895), Generalmajor
- Alexander Sibirjakow (1849–1933), Mäzen und Forschungsreisender
- Wladimir Sukatschow (1849–1920), Politiker, Kunstsammler und Mäzen
- Julija Basanowa (1852–1924), Kauffrau der 1. Moskauer Kaufmannsgilde, Unternehmerin und Mäzenin
- Konstantin Sibirjakow (1854–nach 1908), Unternehmer, Bildhauer und Mäzen
- Nikolai Cholodkowski (1858–1921), Zoologe, Dichter und Übersetzer
- Innokentij Sibirjakow (1860–1901), Mäzen, Gelehrter und Mönch
- Nikolai Wtorow (1866–1918), Großindustrieller
- Warwara Kelch (1872–1959), Mäzenin
- Jakow Gakkel (1874–1945), Gelehrter, Eisenbahningenieur und Flugzeugkonstrukteur
- Konkordija Samoilowa (1876–1921), Revolutionärin
- Nikolai Lusin (1883–1950), Mathematiker
- Isaak Goldberg (1884–1938), Schriftsteller und politischer Aktivist
- Alexander Jeljaschewitsch (1888–1967), Ökonom und Hochschullehrer
- Sergei Obrutschew (1891–1965), russisch-sowjetischer Geologe
- Valéry Inkijinoff (1895–1973), international tätiger Schauspieler
- Maria Kljonowa (1898–1976), Meeresgeologin und eine der Begründer der sowjetischen Ozeanographie
- Nikolai Ochlopkow (1900–1967), Theaterleiter, Theater- und Filmregisseur, Schauspieler und Drehbuchautor

### 20. Jahrhundert

#### 1901–1950
- Michail Romm (1901–1971), Filmregisseur und Drehbuchautor
- Nikolai Kamow (1902–1973), Hubschrauberkonstrukteur
- Natalija Saz (1903–1993), Kinder- und Musiktheater-Regisseurin
- Wladimir Peskin (1906–1988), Komponist
- Michail Mil (1909–1970), Hubschrauberkonstrukteur
- Rudolph Zallinger (1919–1995), US-amerikanischer Maler
- Iwan Petrow (geboren als Hans Krause) (1920–2003), russischer Opernsänger deutscher Abstammung
- Ljubow Ussowa (1921–2015), sowjetisch-belarussische Architektin
- Irina Melik-Gaikasjan (1922–1998), Physikerin und Hochschullehrerin
- Walentin Berlinski (1925–2008), Cellist
- Rodislaw Tschischikow (1929–2010), Radrennfahrer
- Konstantin Wyrupajew (1930–2012), Ringer (Olympiasieger 1956)
- Anatoli Samozwetow (1932–2014), Hammerwerfer
- Boris Wolynow (* 1934), sowjetischer Kosmonaut
- Juli Ketkow (1935–2014), Kybernetiker, Informatiker und Hochschullehrer
- Anatoli Kurjan (* 1942), Leichtathlet
- Wjatscheslaw Trubnikow (1944–2022), Journalist, Politikwissenschaftler und Diplomat

#### 1951–1975
- Andrei Mironow (1954–2014), Journalist, und Menschenrechtsaktivist
- Vilija Filipovičienė (* 1959), litauische Politikerin
- Alexander Krupski (* 1960), Stabhochspringer
- Olexander Schlapak (* 1960), ukrainischer Politiker und Finanzminister (2014)[1]
- Konstantin Wolkow (* 1960), Stabhochspringer und Politiker
- Wiktor Demidenko (* 1962), Radrennfahrer
- Alexander Makarow (* 1966), Physiker
- Denis Petouchinski (* 1967), neuseeländischer Stabhochspringer russischer Herkunft
- Anatoli Iwanischin (* 1969), Kosmonaut
- Dmitri Kondratjew (* 1969), Kosmonaut
- Swetlana Deschewych (* 1970), kasachische Skilangläuferin
- Alexander Awerbuch (* 1974), israelischer Leichtathlet russischer Herkunft
- Iwan Wyrypajew (* 1974), Schauspieler, Regisseur und Drehbuchschreiber
- Alexander Botscharow (* 1975), Radrennfahrer
- Denis Mazujew (* 1975), Pianist

#### 1976–2000
- Jelena Bolsun (* 1983), Sprinterin
- Olga Schitowa (* 1983), Volleyballspielerin und Weltmeisterin 2006
- Andrei Olegowitsch Jeschtschenko (* 1984), Fußballspieler
- Ilja Raschkowski (* 1984), Pianist
- Sergei Ogorodnikow (1986–2018), Eishockeyspieler
- Olga Kurban (* 1987), Siebenkämpferin
- Arman Paschikjan (* 1987), armenischer Schachmeister
- Nina Kraviz (* 1989), DJ und Musikproduzentin
- Alexei Negodailo (* 1989), Bobpilot und Olympiasieger 2014
- Denis Kowal (* 1991), Eisschnellläufer
- Angelina Schuk-Krasnowa (* 1991), Stabhochspringerin
- Darja Dmitrijewa (* 1993), rhythmische Sportgymnastin
- Nasi Paikidse (* 1993), georgische Schachmeisterin
- Roman Sobnin (* 1994), Fußballspieler
- Aljona Lutkowskaja (* 1996), Stabhochspringerin
- Artjom Tschernoussow (* 1996), Sportschütze
- Jewgeni Stawer (* 1998), Fußballspieler
- Polina Kaplina (* 1999), Handballspielerin

### 21. Jahrhundert
- Ksénia Chasteau (* 2006), französische Rollstuhltennisspielerin

## Personen mit Beziehung zu Irkutsk
- Maria Wolkonskaja (1806–1863), Frau des Dekabristen Sergei Wolkonski und Urenkelin des großen Gelehrten Michail Lomonossow; lebte ab 1837 in Irkutsk. Als Frau eines Verbannten durfte sie sich nicht an öffentlichen Orten zeigen und so entwickelte sich ihr Haus zu einem Zentrum des kulturellen und gesellschaftlichen Lebens von Irkutsk, wo sie auch ein Waisenhaus gründete.
- Pawel Maljarewski (1904–1961), Dramatiker, wirkte in Irkutsk
- Rudolf Nurejew (1938–1993), Tänzer; wurde in einem Zug der Transsibirischen Eisenbahn nahe Irkutsk geboren

## Ehrenbürger von Irkutsk
- 1893: Alexander Sibirjakow (1849–1933), Mäzen und Forschungsreisender[2]
- 1915: Grigori Potanin (1835–1920), Entdecker[2]
- 1967: Afanassi Beloborodow (1903–1990), General[2]
- 1973: Boris Wolynow (* 1934), sowjetischer Kosmonaut[3][2][4]
- 1986: Walentin Rasputin (1937–2015), Schriftsteller und Umweltaktivist[3][2]
- 1990: Konstantin Wyrupajew (1930–2012), Ringer (Olympiasieger 1956)[3][2]
- 1998: Boris Goworin (* 1947), Bürgermeister von Irkutsk (1990–1997)[3][2]
- 2007: Tamotsu Yamade (* 1931), japanischer Politiker, Bürgermeister von Kanazawa[3][4]
- 2009: Denis Mazujew (* 1975), Pianist[3][4]

## In Irkutsk verstorbene Persönlichkeiten
- Alexander Koltschak (1874–1920), Admiral der russischen Marine und Monarchist
- Konstantin Wyrupajew (1930–2012), Ringer (Olympiasieger 1956)